# بيل اندروز (طبال)
بيل اندروز (بالإنجليزية: Bill Andrews)‏ هو طبال أمريكي، ولد في 1966.